# Bầu cử tổng thống Moldova 2020
Cuộc bầu cử tổng thống đã được tổ chức tại Moldova vào ngày Chủ nhật, ngày 1 tháng 11 năm 2020, đây là cuộc bầu cử tổng thống trực tiếp lần thứ tư được tổ chức kể từ khi nước này giành độc lập vào năm 1991. Các cử tri có thể bầu một vị tổng thống mới hoặc bầu lại tổng thống đương nhiệm hiện tại là Igor Dodon. Do không có ứng cử viên nào nhận được đa số phiếu bầu trong vòng bầu cử đầu tiên, cuộc so tài giữa hai ứng cử viên hàng đầu là Maia Sandu và Dodon đã được tổ chức vào ngày 15 tháng 11. Maia Sandu đã giành chiến thắng với 57,72% phiếu bầu.

## Hệ thống bầu cử

### Yêu cầu đủ điều kiện
Hiến pháp Moldova theo Điều 78, khoản 2, xác định bốn điều kiện mà một ứng cử viên cho chức tổng thống phải đáp ứng: hiện là công dân Moldova, ít nhất 40 tuổi, thường trú tại Moldova trong vòng ít nhất 10 năm, và có khả năng nói được ngôn ngữ bản xứ. Điều 80 của Hiến pháp quy định một giới hạn nhiệm kỳ: một cá nhân không được phục vụ nhiều hơn 2 nhiệm kỳ liên tiếp.

### Thủ tục
Các ứng cử viên có thể được đề cử bởi một đảng chính trị, một liên minh bầu cử hoặc ứng cử với tư cách độc lập. Họ phải thu thập ít nhất 15.000 chữ ký của cử tri ủng hộ từ ít nhất một nửa số đơn vị hành chính cấp 2 của Moldova, với ít nhất 600 chữ ký trong mỗi đơn vị hành chính đó. Kết quả bầu cử chỉ có thể hợp lệ nếu tỷ lệ cử tri đi bầu trên hoặc xấp xỉ 33%. Ứng cử viên nhận được đa số phiếu tuyệt đối sẽ được bầu chức tổng thống. Nếu không có ứng cử viên nào nhận được đa số phiếu bầu thì vòng hai giữa 2 ứng cử viên hàng đầu sẽ được tổ chức sau vòng đầu tiên hai tuần. Ứng cử viên có số phiếu bầu lớn nhất trong vòng hai sẽ trở thành tổng thống.

## Các ứng viên
| Ứng cử viên       | Văn phòng hiện tại được tổ chức                       | Đảng đề cử / liên minh | Tình trạng                                          |
| ----------------- | ----------------------------------------------------- | --- | --------------------------------------------------- |
| Igor Dodon        | Tổng thống đương nhiệm của Moldova                    | Độc lập, được hỗ trợ bởi Đảng Xã hội Chủ nghĩa Cộng hòa Moldova (PSRM) | Đã đăng ký                                          |
| Maia Sandu        | Chủ tịch PAS                                          | Đảng Hành động và Đoàn kết (PAS), được hỗ trợ bởi Pro Moldova | Đã đăng ký                                          |
| Andrei Năstase    | Thành viên Hội đồng thành phố Kishinev; Chủ tịch PPDA | Đảng Nền tảng Nhân phẩm và Sự thật (PPDA), được hỗ trợ bởi Constantin Oboroc | Đã đăng ký                                          |
| Dorin Chirtoacă   | Thành viên Hội đồng thành phố Kishinev; Chủ tịch PL   | Phong trào Chính trị "Liên minh", được thành lập bởi: - Đảng Dân chủ tại Nhà (PPDA) - Đảng Tự do (PL) - Đảng Tự do Quốc gia (PNL) - Đảng bình dân Romania (PPR) - Liên minh Giải cứu Bessarabia (USB) | Đã đăng ký                                          |
| Octavian Țîcu     | Thành viên Quốc hội; Chủ tịch PUN                     | Đảng thống nhất quốc gia (PUN) | Đã đăng ký                                          |
| Renato Usatîi     | Thị trưởng Bălți; Chủ tịch PN                         | Đảng của chúng ta (PN) | Đã đăng ký                                          |
| Tudor Deliu       | Cựu Chủ tịch PLDM                                     | Đảng Dân chủ Tự do Moldova (PLDM) | Đã đăng ký                                          |
| Violeta Ivanov    | Thành viên của Quốc hội                               | Đảng Șor (PPȘ) | Đã đăng ký                                          |
| Andrian Candu     | Thành viên của Quốc hội; Chủ tịch PMP                 | Đảng Pro Moldova (PPM) | Đăng ký bị Ủy ban bầu cử trung ương Moldova từ chối |
| Ion Costaș        | Bộ trưởng Bộ Nội vụ Moldova                           | Độc lập | Rút lui                                             |
| Alexandr Kalinin  | Chủ tịch PRM                                          | Đảng các khu vực của Moldova (PRM) | Rút lui                                             |
| Constantin Oboroc | Cựu Phó thủ tướng đầu tiên của Moldova                | Độc lập | Đăng ký không thành công                            |
| Serghei Toma      | Chủ tịch POM                                          | Đảng Nhân dân Lao động (POM) | Đăng ký không thành công                            |

## Chiến dịch
Chiến dịch bầu cử vòng đầu tiên được bắt đầu vào ngày 2 tháng 10 năm 2020 và kết thúc vào ngày 30 tháng 10 năm 2020. Chiến dịch bầu cử vòng hai bắt đầu vào ngày 2 tháng 11 và kết thúc vào ngày 13 tháng 11 năm 2020.

### Vòng 1

#### Igor Dodon

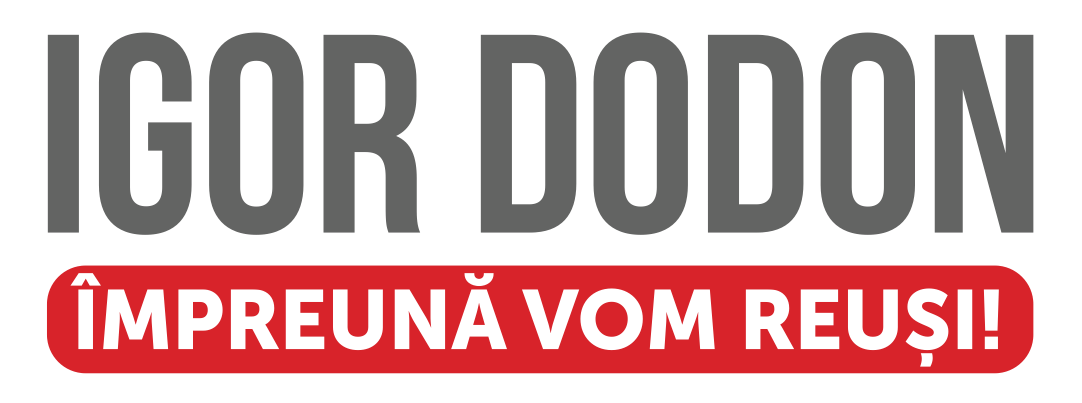
Logo chiến dịch của Dodon

Igor Dodon thông báo ông dự định tái tranh cử với tư cách là một ứng cử viên chính trị độc lập vào ngày 9 tháng 9 năm 2020. Ông nêu rõ lý do như thế để tranh cử vì theo luật Moldova tổng thống không thể là thành viên của một đảng chính trị. Dodon nghĩ rằng việc tranh cử với tư cách là một ứng cử viên của đảng có thể tạo ra đường hướng mà các đối thủ của ông tranh chấp tính hợp pháp của việc ông khi ông tham gia Tòa án hiến pháp.
Vào ngày 21 tháng 9 năm 2020, ông trình bày các chữ ký cần thiết mà ông đã thu thập để ủng hộ ông đăng ký vào Ủy ban Bầu cử Trung ương Moldova (CEC). CEC tuyên bố rằng ông sẽ được xếp thứ tư trong danh mục phiếu bầu nếu được đăng ký. Igor Dodon chính thức khởi động chiến dịch của ông vào ngày 2 tháng 10 năm 2020. Ngay sau khi thực hiện việc này, ông tuyên bố sẽ không sử dụng biển quảng cáo ít nhất là trong vòng đầu tiên, không dùng chúng khi tham gia vào bất kỳ cuộc tranh luận nào. Vào ngày 6 tháng 10 năm 2020, Đảng Các nhà xã hội chủ nghĩa của Cộng hòa Moldova (PSRM) chính thức tán thành việc ứng cử của Dodon. Được coi là một người có tư tưởng thân Nga nhất trong số các ứng cử viên, Dodon ủng hộ việc hệ thống hóa thành luật vai trò sử dụng tiếng Nga, bắt buộc học tiếng Nga trong trường học và tăng cường quan hệ đối tác chiến lược với Nga. Các trụ cột quan trọng khác trong chiến dịch tranh cử của ông là bảo tồn chủ quyền lãnh thổ của Moldova, củng cố hệ thống an sinh xã hội và thúc đẩy các giá trị của Cơ đốc giáo và gia đình.
Sau khi tuyên bố kết thúc chiến dịch tranh cử vòng đầu tiên vào ngày 30 tháng 10, Dodon cho biết ông đã tổ chức hơn 240 cuộc gặp gỡ với cử tri ở hàng trăm thành phố và làng, ông đã gặp gỡ hơn 45.000 người.

#### Maia Sandu

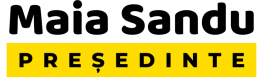
Logo chiến dịch của Sandu

Maia Sandu tuyên bố ứng cử tổng thống năm 2020 vào ngày 18 tháng 7 năm 2020. Cô được Đảng Hành động và Đoàn kết (PAS) đề cử theo quyết định của Hội đồng Chính trị Quốc gia của đảng. Sau khi ra tranh cử với tư cách là ứng cử viên chung của DA và PAS vào năm 2016, bà tuyên bố rằng vào năm 2020, sẽ không cần ứng cử viên thân châu Âu vì không có nguy cơ không có ứng cử viên ủng hộ châu Âu trong vòng hai của cuộc bầu cử. Vào ngày 23 tháng 9, Sandu thông báo rằng cô đã thu thập được 30.000 chữ ký ủng hộ cô, trong đó chỉ có 25.000 (số lượng tối đa cho phép) được trình lên CEC. Sau khi đăng ký ứng cử cho Sandu, CEC thông báo rằng tên cô ấy sẽ đứng thứ sáu trong danh mục phiếu bầu.
Vào ngày 2 tháng 10 năm 2020, Sandu chính thức khởi động chiến dịch của cô. Trong sự kiện ra mắt chiến dịch Sandu đã có 2 bài phát biểu, một bằng tiếng Romania và một bằng tiếng Nga, nội dung hứa hẹn chống tham nhũng, đói nghèo và cải cách hệ thống tư pháp hình sự. Các ưu tiên khác trong chiến dịch là giảm tỷ lệ thất nghiệp, nâng mức lương hưu tối thiểu lên 2.000 lei (khoảng 117 USD) và xây dựng quan hệ chặt chẽ hơn với Liên minh châu Âu. Chiến dịch của Sandu cáo buộc đối thủ chính của cô là tổng thống đương nhiệm Dodon, cố tình cản trở cải cách hệ thống tư pháp hình sự, quản lý kém trong việc ứng phó Đại dịch COVID-19 và tác động kinh tế của nó, cùng việc sử dụng các nguồn lực hành chính trong chiến dịch vận động tranh cử của ông và nỗ lực dàn xếp cuộc bầu cử. Sandu nhiều lần cố gắng tổ chức một cuộc tranh luận với Dodon, nhưng sau này cô từ chối tham dự tranh luận.
Vào ngày 30 tháng 10 năm 2020, Sandu chính thức tuyên bố kết thúc chiến dịch tranh cử vòng đầu tiên của cô, cô cho biết đã đi thăm tất cả các quận của Moldova và tổ chức hơn 300 cuộc gặp gỡ với cử tri.

#### Renato Usatîi

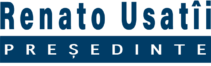
Logo chiến dịch của Usatîi

Vào ngày 27 tháng 7 năm 2020, Renato Usatîi thông báo ông muốn mọi người quyết định xem liệu ông có nên tranh cử tổng thống vào năm 2020. Trong một cuộc họp báo, ông yêu cầu mọi người quay video ngắn để họ bày tỏ quan điểm về khả năng ứng cử của ông rồi gửi chúng cho ông trước ngày 27 tháng 8 năm 2020. Vào ngày 26 tháng 8 năm 2020, Usatîi đăng một video tổng hợp trên YouTube với những người bày tỏ sự ủng hộ đối với việc ứng cử của ông và tuyên bố rằng hàng chục nghìn người đã yêu cầu ông tranh cử tổng thống. Ngày hôm sau, Usatîi tổ chức một cuộc họp báo ngoài trời, trong đó ông chính thức tuyên bố ứng cử cho cuộc bầu cử năm 2020.
Vào ngày 7 tháng 9 năm 2020, Usatîi là ứng cử viên thứ hai nộp danh sách chữ ký cần thiết ủng hộ cho CEC. Sau đó, người ta thông báo rằng ông sẽ được ghi tên đầu tiên vào danh mục phiếu bầu. Chiến dịch Usatîi đã chính thức bắt đầu vào ngày 2 tháng 10 năm 2020. Trong sự kiện ra mắt chiến dịch ông hứa sẽ phục vụ và đại diện cho nhân dân, đấu tranh tham nhũng và gia đình trị cũng như giải quyết tất cả các vấn đề mà cử tri phải đối mặt. Trong chiến dịch tranh cử của mình, Usatîi chỉ trích rất dữ dội tổng thống đương nhiệm Dodon. Usatîi cáo buộc ông ta đã dành một tuần trong một khu nghỉ dưỡng sang trọng được tài trợ bởi tiền đóng thuế, bịa đặt về các cuộc thăm dò dư luận, theo dõi bất hợp pháp chiến dịch của ông và cố gắng điều chỉnh cuộc bầu cử bằng cách trả tiền cho các công dân Moldova từ Transnistria bỏ phiếu cho ông ta. Usatîi cũng tổ chức các sự kiện để phản đối Dodon và hứa sẽ truy tố tổng thống đương nhiệm nếu được bầu. Dodon đã từ chối giải quyết các cáo buộc của Usatîi và tuyên bố rằng thay vào đó ông muốn tập trung vào các chính sách cụ thể.
Được nhiều người biết đến là một ứng cử viên dân túy, Usatîi tuyên bố rằng nếu đắc cử, ông sẽ tổ chức các cuộc bầu cử quốc hội nhanh chóng, xóa bỏ tham nhũng bằng cách thành lập một tổ chức tương đương Mossad của Moldova, bãi bỏ chính quyền cấp huyện và tăng cường hợp tác kinh tế với Romania và Ukraine. Usatîi đã tổ chức nhiều cuộc họp với cử tri và tham gia hai cuộc tranh luận trên truyền hình.
Usatîi chính thức tuyên bố kết thúc chiến dịch đợt đầu tiên vào ngày 30 tháng 10 năm 2020.
Sau khi bị loại ở vòng đầu tiên, Usatîi khuyên những người ủng hộ của mình bỏ phiếu chống lại Dodon ở vòng hai.

#### Violeta Ivanov
Vào tháng 5 năm 2020, Violeta Ivanov rời Đảng Dân chủ Moldova và gia nhập Đảng Șor. Ngay sau đó, bà trở thành phó chủ tịch nghị viện của Đảng Șor.
Vào tháng 8 năm 2020, một số hãng truyền thông phỏng đoán rằng Ivanov sẽ tham gia cuộc bầu cử tổng thống. Điều này được xác nhận vào ngày 6 tháng 9 năm 2020, khi Ilan Shor thông báo rằng Ivanov là ứng cử viên của đảng cho chức vụ tổng thống mới. Ivanov chính thức bắt đầu chiến dịch của bà vào ngày 2 tháng 10 năm 2020. Chiến dịch ưu tiên phát triển khu vực, cải thiện nông nghiệp, tăng cường hệ thống an sinh xã hội và chăm sóc sức khỏe cũng như chống tham nhũng. Trong chiến dịch, một số thành viên của nhóm nghị sĩ Pro Moldova đã tán thành ủng hộ Ivanov.
Sau khi vòng đầu tiên kết thúc, Sandu cáo buộc Đảng Șor đã gián tiếp hối lộ cử tri thông qua mạng lưới xã hội của họ. Đảng Shor bác bỏ cáo buộc của Sandu và nói rằng hành động của họ không nên được coi là hối lộ mà chỉ là "đầu tư vào người dân".
Sau khi Ivanov bị loại ở vòng đầu tiên, Ilan Shor khuyên các cử tri của Đảng Șor bỏ phiếu cho ứng cử viên sẽ ủng hộ chương trình của đảng nhưng không tán thành rõ ràng bất kỳ ứng cử viên nào trong vòng thứ hai.

#### Andrei Năstase
Vào đầu năm 2020, Andrei Năstase đã thúc đẩy ý tưởng về việc có một ứng cử viên thân châu Âu cho cuộc bầu cử năm 2020, một ứng cử viên không phải là thành viên của bất kỳ đảng chính trị nào và sẽ được ủng hộ bởi tất cả các đảng cánh hữu và đoàn thể của Moldova. Sau khi các cuộc đàm phán về một ứng cử viên thân châu Âu thất bại, Năstase tuyên bố vào ngày 2 tháng 3 năm 2020 rằng ông sẽ tham gia bầu cử tổng thống.
Vào ngày 3 tháng 10 năm 2020, Năstase chính thức bắt đầu chiến dịch của mình. Nội dung tập trung vào việc xóa bỏ tham nhũng, cải cách cơ quan tư pháp, nâng lương hưu tối thiểu lên 2500 lei (khoảng 147 USD), nâng cao uy tín quốc tế của Moldova, xây dựng mối quan hệ chặt chẽ hơn với Liên minh châu Âu, thúc đẩy các giá trị gia đình và bảo tồn văn hóa quốc gia. Trong suốt chiến dịch tranh cử của mình, Năstase nhấn mạnh qua các cuộc thăm dò dư luận, ông là người duy nhất có thể đánh bại Tổng thống đương nhiệm Dodon trong một cuộc bức phá tiềm năng và Sandu sẽ thua ở vòng hai giống như hồi diễn ra cuộc bầu cử năm 2016. Vào ngày 15 tháng 10, Năstase đã công khai yêu cầu Sandu rút lui và ủng hộ ông làm tổng thống. Sandu từ chối đề nghị của ông và nói rằng ứng cử viên có nhiều phiếu bầu nhất trong vòng đầu tiên phải là người đối mặt với Dodon.
Sau khi bị loại ở vòng đầu tiên, Năstase tuyên bố ủng hộ Maia Sandu vô điều kiện ở vòng hai.

#### Tudor Deliu
Deliu, một nghị sĩ của Đảng Dân chủ Tự do Moldova đã ra ứng cử từ quê nhà Malcoci vào đầu tháng 10. Ông tán thành việc tam quyền phân lập, nhấn mạnh sự cần thiết phải giảm thiểu tham nhũng trong ngành tư pháp. Ông cũng hứa sẽ bảo vệ quyền con người của mọi công dân, kể cả dân tộc thiểu số, và ký một hiệp định thương mại với Liên minh châu Âu.
Deliu và nhóm chiến dịch tranh cử của anh đã tán thành Sandu ở vòng hai do lập trường ủng hộ châu Âu của cô.

#### Octavian Țîcu
Octavian Țîcu thông báo rằng ông dự định tham gia cuộc bầu cử tổng thống vào tháng 10 năm 2019. Vào ngày 25 tháng 7 năm 2020, Hội đồng Chính trị Cộng hòa của Đảng Thống nhất Quốc gia chính thức đề cử Țîcu làm ứng cử viên của đảng cho chức vụ tổng thống. Vào ngày 3 tháng 10 năm 2020, Țîcu thông báo rằng ông đã bị CEC từ chối việc đăng ký và cáo buộc chủ tịch đương nhiệm Dodon là người đứng sau quyết định của CEC. Hai ngày sau, CEC sửa đổi quyết định của mình và đăng ký Țîcu làm ứng cử viên.
Țîcu chính thức khởi động chiến dịch của mình vào ngày 7 tháng 10 năm 2020. Chương trình của ông nhấn mạnh năm ưu tiên chính: kết thúc việc bầu cử quốc hội, chấm dứt sự cô lập quốc tế của Moldova, thống nhất cơ sở hạ tầng của Moldova với Romania, điều chỉnh hệ thống giáo dục của Moldova theo tiêu chuẩn của Romania và hình thành một hệ thống an ninh thống nhất với Romania và NATO.
Țîcu ủng hộ Maia Sandu ở vòng hai.

#### Dorin Chirtoacă
Vào tháng 6 năm 2020, Phong trào Chính trị "Liên minh" (MPU) đã thúc đẩy ý tưởng về một ứng cử viên liên hiệp Romania và Moldova cho cuộc bầu cử năm 2020. Đề xuất của nó chủ yếu nhằm vào Đảng Thống nhất Quốc gia, một đảng đoàn thể khác có kế hoạch tham gia các cuộc bầu cử tổng thống. Sau khi nhìn thấy rõ ràng các cuộc đàm phán rất có thể sẽ thất bại, MPU đã đề cử Dorin Chirtoacă cho chức vụ tổng thống nhưng nhấn mạnh rằng họ vẫn để ngỏ ý tưởng về việc có một ứng cử viên liên hiệp.
Vào ngày 29 tháng 9 năm 2020, Chirtoacă đã đệ trình danh sách chữ ký cần thiết để ủng hộ CEC và chỉ trích gay gắt chuyện thực tế là yêu cầu thu thập chữ ký đã được giữ nguyên trong đại dịch COVID-19. Lúc đầu phần lớn chữ ký mà Chirtoacă trình bày bị xem là không có hiệu lực, có thể dẫn đến việc ông ta bị từ chối đăng ký, CEC về sau đã sửa đổi quyết định của họ và đăng ký ông làm ứng cử viên vào ngày 5 tháng 10 năm 2020.
Chirtoacă chính thức khởi động chiến dịch của ông vào ngày 10 tháng 10 năm 2020. Là một trong những ứng cử viên liên hiệp với Romania, chiến dịch của Chirtoacă tập trung vào những lợi thế của sự thống nhất hai nước Moldova và Romania bao gồm lương cao hơn, lương hưu và trợ cấp trong nông nghiệp, cải thiện chăm sóc sức khỏe, giảm tình trạng thất nghiệp, phân quyền, phát triển khu vực và tăng cường an ninh do NATO cung cấp. Trong chiến dịch tranh cử của mình, Chirtoacă liên tục cáo buộc tổng thống đương nhiệm Dodon hợp tác với Cơ quan An ninh Liên bang Nga, chia sẻ tài liệu bí mật với các cơ quan an ninh Nga và được Nga tài trợ.
Chirtoacă ủng hộ Maia Sandu ở vòng hai.

### Vòng 2

#### Igor Dodon
Vào ngày 3 tháng 11, trong vòng hai của chiến dịch bầu cử, trong khi Dodon đang nói với Sandu, ông đã sửa đổi một câu tục ngữ và nói rằng nu schimbați porumbelul din mână pe coțofana de pe gard, có nghĩa là "đừng thay đổi chim bồ câu trên tay bạn chỉ vì con chim ác trên hàng rào "và tự gọi mình là" chim bồ câu". Nhiều từ ngữ ích kỷ đã được lan truyền trên mạng xã hội Moldova do hiệu ứng từ tuyên bố này của Dodon. Sau đó, hàng loạt công dân Moldova chống lại Dodon, bao gồm cả thành viên của cộng đồng người hải ngoại đã bị ông ta tấn công trước đó, bắt đầu gọi ông là porumbel ("chim bồ câu"). Sandu đã trả lời điều này vào ngày hôm sau bằng cách tuyên bố rằng "một con chim bồ câu bị thương đã xuất hiện trước báo chí và bắt đầu hát những bài hát tiếc nuối", sau đó cô cho đăng tải một video trên tài khoản TikTok của cô hình ảnh cô đang cho chim bồ câu ăn và nói rằng "chúng không có lỗi".

#### Maia Sandu
Việc Sandu lọt vào vòng hai đã thiết lập một cuộc tái đấu của cuộc bầu cử tổng thống Moldova năm 2016, lúc đó Dodon đánh bại Sandu với ít hơn 5% ủng hộ. Lưu ý về kết quả này, Sandu cảnh báo những người ủng hộ về khả năng nước ngoài can thiệp và gian lận ảnh hưởng đến kết quả.

## Tranh luận
Theo quy định của Ủy ban Bầu cử Trung ương Moldova, các nhà tổ chức phải đảm bảo quyền tiếp cận bình đẳng vào các cuộc tranh luận tất cả các ứng viên và tiến hành chúng một cách công bằng và khách quan. Năm kênh truyền hình đã tổ chức các cuộc tranh luận: Moldova 1, ProTV Chișinău, Jurnal TV, TVR Moldova và TV8. Vì đại dịch COVID-19 nhiều nhất ba ứng cử viên có mặt đồng thời trong mỗi cuộc tranh luận.
| Ngày                    | Kênh tổ chức          | Người điều hành               | Số lượng các cuộc tranh luận được tổ chức | Tham khảo |
| ----------------------- | --------------------- | ----------------------------- | ----------------------------------------- | --------- |
| 19.10.2020 - 28.10.2020 | Moldova 1 \ Promo-LEX | Oxana Mititelu, Pavel Postica | 8                                         | [ 94 ]    |
| 19.10.2020 - 29.10.2020 | ProTV Chișinău        | Lorena Bogza                  | 8                                         | [ 95 ]    |
| 07.10.2020 - 30.10.2020 | TVR Moldova           | Mihai Rădulescu               | 17                                        | [ 96 ]    |
| 26.10.2020 - 29.10.2020 | TV8                   | Mariana Rață                  | 4                                         | [ 97 ]    |
| 26.10.2020              | Jurnal TV             | Dumitru Mișin                 | 2                                         | [ 98 ]    |

## Các cuộc thăm dò ý kiến

### Vòng đầu tiên
| Ngày                      | Nguồn        | Kích cỡ mẫu | Igor Dodon PSRM | Maia Sandu PAS | Renato Usatîi PN | Ilan Șor ȘOR | Andrei Năstase PPDA | Pavel Filip PDM | Khác | Không có cái nào ở trên | Chưa quyết định |
| ------------------------- | ------------ | ----------- | --------------- | -------------- | ---------------- | ------------ | ------------------- | --------------- | ---- | ----------------------- | --------------- |
| 16/07-23 tháng 8 năm 2020 | IRI poll     | 2,017       | 18%             | 20%            | 7%               | 1%           | 3%                  | 3%              | 12%  | TBD                     | 23%             |
| 5-20 tháng 8 năm 2020     | ASDM poll    | 1,191       | 43%             | 27%            | 7%               | TBD          | TBD                 | TBD             | TBD  | TBD                     | TBD             |
| 14-26 tháng 7 năm 2020    | iData        | 1,214       | 19.4%           | 15.2%          | 4.2%             | 3.9%         | 2.5%                | 2.4%            | 6.1% | 35.4%                   | 10.9%           |
| 14-24 tháng 7 năm 2020    | ASDM         | 1,175       | 34.5%           | 19.1%          | 5.1%             | —            | 7.5%                | 4.3%            | 4.3% | 21.1%                   | 4.1%            |
| 2-9 tháng 7 năm 2020      | Intellect    | 1,172       | 29.8%           | 24.2%          | 8.3%             | 9.4%         | 1.6%                | 1.5%            | 2.5% | —                       | 22.7%           |
| 20-27 tháng 6 năm 2020    | ASDM         | 1127        | 35.8%           | 19.6%          | 4.1%             | —            | 5.5%                | 1.9%            | —    | —                       | 26.8%           |
| 12-23 tháng 6 năm 2020    | BOP          | 1,200       | 22.4%           | 11.0%          | 2.4%             | 1.5%         | 1.3%                | 0.4%            | 1.0% | 0.5%                    | 59.4%           |
| 23-31 tháng 5 năm 2020    | FOP          | 1767        | 35.8%           | 23.3%          | 4%               | —            | 5%                  | 2.2%            | 5%   | 9.9%                    | 13.8%           |
| 5-11 tháng 5 năm 2020     | CBS-Research | 1003        | 14.3%           | 11.8%          | 3.7%             | 1.0%         | 2.5%                | 1.5%            | 1.2% | 0.9%                    | 57.6%           |

### Vòng hai

#### Sandu vs. Dodon
| Nguồn    | Ngày                   | Kích cỡ mẫu | Sandu PAS | Dodon PSRM | Chưa quyết định | Sẽ không bỏ phiếu |
| -------- | ---------------------- | ----------- | --------- | ---------- | --------------- | ----------------- |
| Timpul   | 3-7 tháng 11 năm 2020  | 1,086       | 51.5%     | 48.5%      | —               | —                 |
| ADM poll | 5-20 tháng 8 năm 2020  | 1,200       | 44%       | 56%        | —               | —                 |
| iData    | 14-26 tháng 7 năm 2020 | 1,200       | 34.3%     | 40.5%      | —               | 25.2%             |
| BOP      | 12-23 tháng 6 năm 2020 | 1,200       | 33.3%     | 29.1%      | 14.1%           | 23.5%             |

#### Usatîi vs. Dodon
| Nguồn | Ngày                   | Kích cỡ mẫu | Usatîi PN | Dodon PSRM | Chưa quyết định | Sẽ không bỏ phiếu |
| ----- | ---------------------- | ----------- | --------- | ---------- | --------------- | ----------------- |
| BOP   | 12-23 tháng 6 năm 2020 | 1,200       | 26.3%     | 27.2%      | 16.4%           | 30.1%             |

#### Năstase vs. Dodon
| Nguồn | Ngày                   | Kích cỡ mẫu | Năstase PPDA | Dodon PSRM | Chưa quyết định | Sẽ không bỏ phiếu |
| ----- | ---------------------- | ----------- | ------------ | ---------- | --------------- | ----------------- |
| BOP   | 12-23 tháng 6 năm 2020 | 1,200       | 24.7%        | 30.6%      | 13.9%           | 30.7%             |

#### Năstase vs. Usatîi
| Nguồn | Ngày                   | Kích cỡ mẫu | Năstase PPDA | Usatîi PN | Chưa quyết định | Sẽ không bỏ phiếu |
| ----- | ---------------------- | ----------- | ------------ | --------- | --------------- | ----------------- |
| BOP   | 12-23 tháng 6 năm 2020 | 1,200       | 22.3%        | 26.4%     | 17.1%           | 34.2%             |

#### Sandu vs. Usatîi
| Nguồn | Ngày                   | Kích cỡ mẫu | Sandu PAS | Usatîi PN | Chưa quyết định | Sẽ không bỏ phiếu |
| ----- | ---------------------- | ----------- | --------- | --------- | --------------- | ----------------- |
| BOP   | 12-23 tháng 6 năm 2020 | 1,200       | 32.8%     | 22.9%     | 15.3%           | 29%               |

## Kết quả

Kết quả cuộc bầu cử tổng thống Moldova năm 2020. Bản đồ bên trái cho thấy người chiến thắng trong vòng đầu tiên bởi các ủy ban bầu cử theo lãnh thổ. Bản đồ bên phải cho thấy người chiến thắng trong vòng thứ hai bởi các ủy ban bầu cử theo lãnh thổ.

Vòng đầu tiên của cuộc bầu cử đặc trưng bởi tỷ lệ cử tri đi bỏ phiếu cao trong lịch sử của cộng đồng người Moldova hải ngoại. Những người Moldova sống ở nước ngoài chiếm 15% tổng số phiếu bầu. Người Moldova hải ngoại đã bỏ phiếu áp đảo cho Maia Sandu, tỷ lệ cử tri đi bầu cao trong cộng đồng của họ được coi là một trong những lý do chính giúp cô giành chiến thắng ở vòng đầu tiên. Do hầu hết các cuộc thăm dò đều nghiêng về tổng thống đương nhiệm Dodon nên kết quả của Maia Sandu được các chuyên gia cho là điều bất ngờ. Nhiều nhà phân tích đưa ra ý kiến rằng Renato Usatîi, người đứng thứ ba và định vị mình là trung tâm, có thể đóng vai trò quyết định trong vòng hai bằng cách tuyên bố ủng hộ một trong hai ứng cử viên.
Một cuộc thăm dò ý kiến về vòng thứ hai cho thấy Sandu đã thắng với 54,8% phiếu bầu: kết quả thực tế cho thấy Sandu thắng với 57,72% phiếu bầu.
| Ứng cử viên                  | Ứng cử viên                  | Đảng                                | Vòng đầu  | Vòng đầu | Vòng hai  | Vòng hai |
| Ứng cử viên                  | Ứng cử viên                  | Đảng                                | Phiếu bầu | %        | Phiếu bầu | %        |
| ---------------------------- | ---------------------------- | ----------------------------------- | --------- | -------- | --------- | -------- |
|                              | Maia Sandu                   | Party of Action and Solidarity      | 487.635   | 36.16    | 943.006   | 57.72    |
|                              | Igor Dodon                   | Independent (PSRM)                  | 439.866   | 32.61    | 690.614   | 42.28    |
|                              | Renato Usatîi                | Our Party                           | 227.939   | 16.90    |           |          |
|                              | Violeta Ivanov               | Șor Party                           | 87.542    | 6.49     |           |          |
|                              | Andrei Năstase               | Dignity and Truth Platform Party    | 43.924    | 3.26     |           |          |
|                              | Octavian Țîcu                | National Unity Party                | 27.170    | 2.01     |           |          |
|                              | Tudor Deliu                  | Liberal Democratic Party of Moldova | 18.486    | 1.37     |           |          |
|                              | Dorin Chirtoacă              | "Union" Political Movement          | 16.157    | 1.20     |           |          |
| Tổng cộng                    | Tổng cộng                    | Tổng cộng                           | 1.348.719 | 100.00   | 1.633.620 | 100.00   |
|                              |                              |                                     |           |          |           |          |
| Phiếu bầu hợp lệ             | Phiếu bầu hợp lệ             | Phiếu bầu hợp lệ                    | 1.348.719 | 98.55    | 1.633.620 | 99.00    |
| Phiếu bầu không hợp lệ/trống | Phiếu bầu không hợp lệ/trống | Phiếu bầu không hợp lệ/trống        | 19.797    | 1.45     | 16.511    | 1.00     |
| Tổng cộng phiếu bầu          | Tổng cộng phiếu bầu          | Tổng cộng phiếu bầu                 | 1.368.516 | 100.00   | 1.650.131 | 100.00   |
| Cử tri phiếu bầu đã đăng ký  | Cử tri phiếu bầu đã đăng ký  | Cử tri phiếu bầu đã đăng ký         | 2.995.891 | 45.68    |           |          |
| Nguồn: Alegeri.md, CEC       |                              |                                     |           |          |           |          |

## Hậu quả
Tổng thống România Klaus Iohannis là nguyên thủ đứng đầu nhà nước chúc mừng Maia Sandu về chiến thắng của cô, ông gọi điện thoại và đăng Twitter. Đã có thông báo rằng Iohannis sẽ thăm Chișinău sau khi Maia Sandu đảm nhiệm chức vụ tân tổng thống và con đường hội nhập của Moldova vào EU đã được thảo luận. Sau đó, Thủ tướng Rumani Ludovic Orban và Tổng thống của Ukraine Volodymyr Zelensky cũng chúc mừng Sandu. Tổng thống Nga Vladimir Putin đã gửi một bức điện chúc mừng Sandu và mong muốn "sự phát triển mang tính xây dựng của quan hệ hai nước".
Tổng thống Moldova Igor Dodon nói rằng ông sẽ cân nhắc thừa nhận thất bại nếu các ủy ban không tìm thấy điều gì không phù hợp trong quá trình bỏ phiếu. Ông nói thêm, "Nếu các ủy ban thấy rằng mọi thứ đều ổn, thì chúng tôi sẽ chấm dứt hoàn toàn tại đây." Ông cũng cho biết đang chúc mừng Sandu như một sự đề phòng.